# 青岳尼
青岳尼（しょうがくに、? - 天正4年（1576年）3月21日）は、戦国時代から安土桃山時代にかけての女性。小弓公方足利義明の娘で、安房国の戦国大名里見義弘の正室。実名は不詳。

## 生涯
小弓公方・足利義明の娘（長女とされる）として誕生した。兄弟姉妹に足利頼純、旭山尼らがいる。
出家し、鎌倉尼五山筆頭太平寺の住持となった。出家した経緯は諸説あるが、天文20年（1551年）頃には既に太平寺住持としての記録が見られる。天文7年（1538年）、第1次国府台合戦で父が戦死した直後、安房国に移って里見義堯の保護を受けた。
弘治2年（1556年）、後北条氏支配下の鎌倉を攻撃した里見義弘は彼女に恋焦がれる余り、太平寺にいた青岳尼を訪れて還俗して自分の妻になるように勧める。彼女もこれに応じて江戸湾を渡り、義弘の居城のあった上総国佐貫城に入って間もなくその正室となった。この房総への渡海について、北条氏康は「ふしぎなるおくわだて」と不快の意を表しており、その後、太平寺は北条氏によって廃寺となった。なお、青岳尼が房総へ渡る際に持ち出した「木造聖観世音菩薩像」は、後に交渉によって鎌倉に返却され、妹の旭山尼が住持を勤める東慶寺に納められ、現在も東慶寺の松ヶ岡宝蔵に保管されている。
その後の詳細は不明である。法号は智光院殿洪嶽梵長大姉。伝承によれば病弱であり永禄年間の早い段階に病死したとされている。
一方、青岳尼が建立したと伝えられている興禅寺（千葉県南房総市）にある供養塔には、命日が天正4年（1576年）と明記されていることからこの年に死去したとする説もある。だが、天正4年段階において義弘は小弓公方家とは敵対関係にある古河公方足利晴氏の娘を娶っており、既に嫡男・梅王丸が誕生していたと考えられている。このため彼女の最後については伝承通りの夭折説、義弘に離別させられた説、晴氏の娘は当初は側室であり青岳尼が死去した天正4年以後に正室とされた説などがいわれているが、いずれも確実な根拠を有していない。さらに近年では、青岳尼の天正年間没説を前提として里見義頼を義弘と青岳尼の子とする説も出されている。

## 参考論文
- 佐藤博信「太平寺青岳尼と里見義弘」（『千葉史学』22号、1993年）
- 滝川恒昭「青岳尼―足利家の誇りと愛のために法衣を脱いだ尼僧―」（『歴史読本』42巻10号、1997年）
- 滝川恒昭「里見義頼と青岳尼」（『鎌倉』97号、2003年）
- 木村敢「青岳尼幻想 - 鎌倉尼五山第一位太平寺住持の実相」(『かまくら春秋社』2017年)